# Cuenca del Guadarrama
Segons la Guía de Turismo Rural y Activo, editada per la Direcció general de Turisme (Conselleria de Cultura i Turisme) de la Comunitat de Madrid, la Cuenca del Guadarrama és una de les Comarques de la Comunitat de Madrid, banyada per les aigües del riu Guadarrama.

## Municipis de la comarca
La comarca aquesta formada pels següents municipis, amb la superfície en quilòmetres quadrats, i la seva població en l'any 2023.
| Municipi                   | Superfície | Població |
| -------------------------- | ---------- | -------- |
| Total comarca              | 764,28     | 300.084  |
| Alpedrete                  | 12,64      | 15.312   |
| Becerril de la Sierra      | 30,35      | 6.277    |
| Brunete                    | 48,94      | 11.014   |
| Cercedilla                 | 35,78      | 7.648    |
| Collado Mediano            | 22,57      | 7.490    |
| Collado Villalba           | 26,52      | 65.657   |
| Colmenarejo                | 31,7       | 9.534    |
| El Boalo                   | 39,59      | 8.424    |
| El Escorial                | 68,75      | 16.873   |
| Galapagar                  | 64,99      | 35.273   |
| Guadarrama                 | 56,98      | 17.063   |
| Los Molinos                | 19,56      | 4.786    |
| Moralzarzal                | 42,56      | 14.124   |
| Navacerrada                | 27,29      | 3.282    |
| Quijorna                   | 25,71      | 3.863    |
| San Lorenzo de El Escorial | 56,4       | 18.489   |
| Valdemorillo               | 93,68      | 13.651   |
| Villanueva de la Cañada    | 34,92      | 23.593   |
| Villanueva del Pardillo    | 25,35      | 17.731   |